# チャンパ (遊牧民)

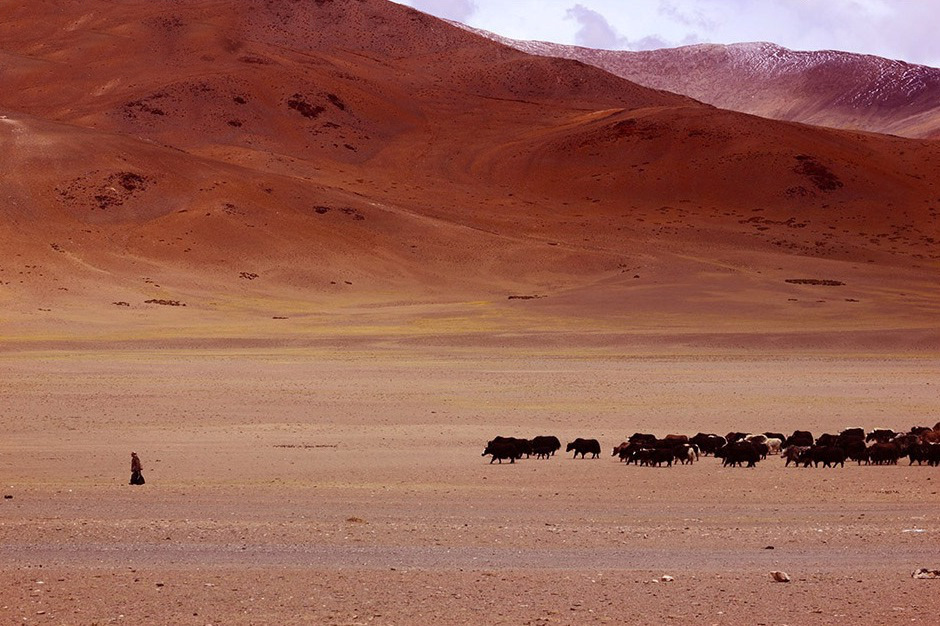
チャンパの遊牧。

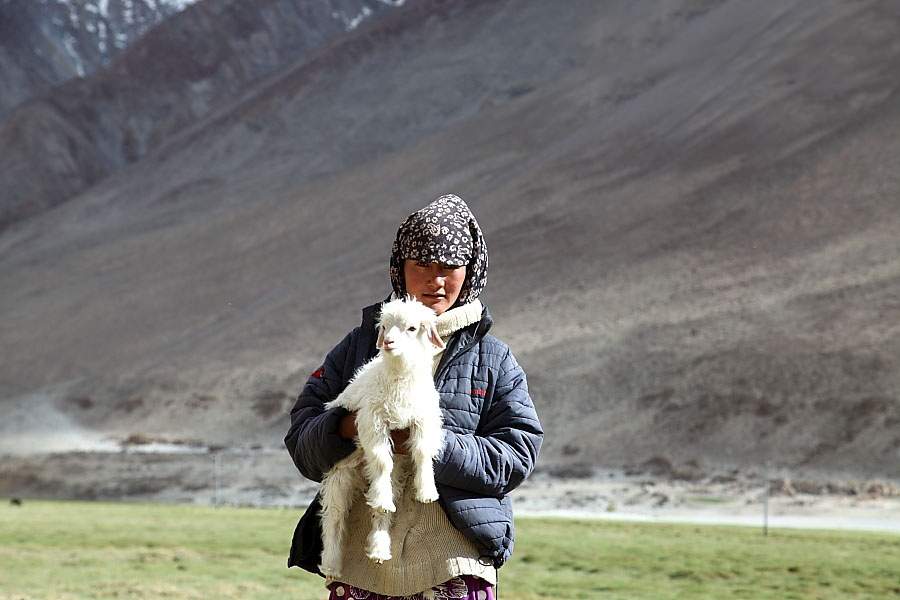
チャンパの羊飼いの少女。

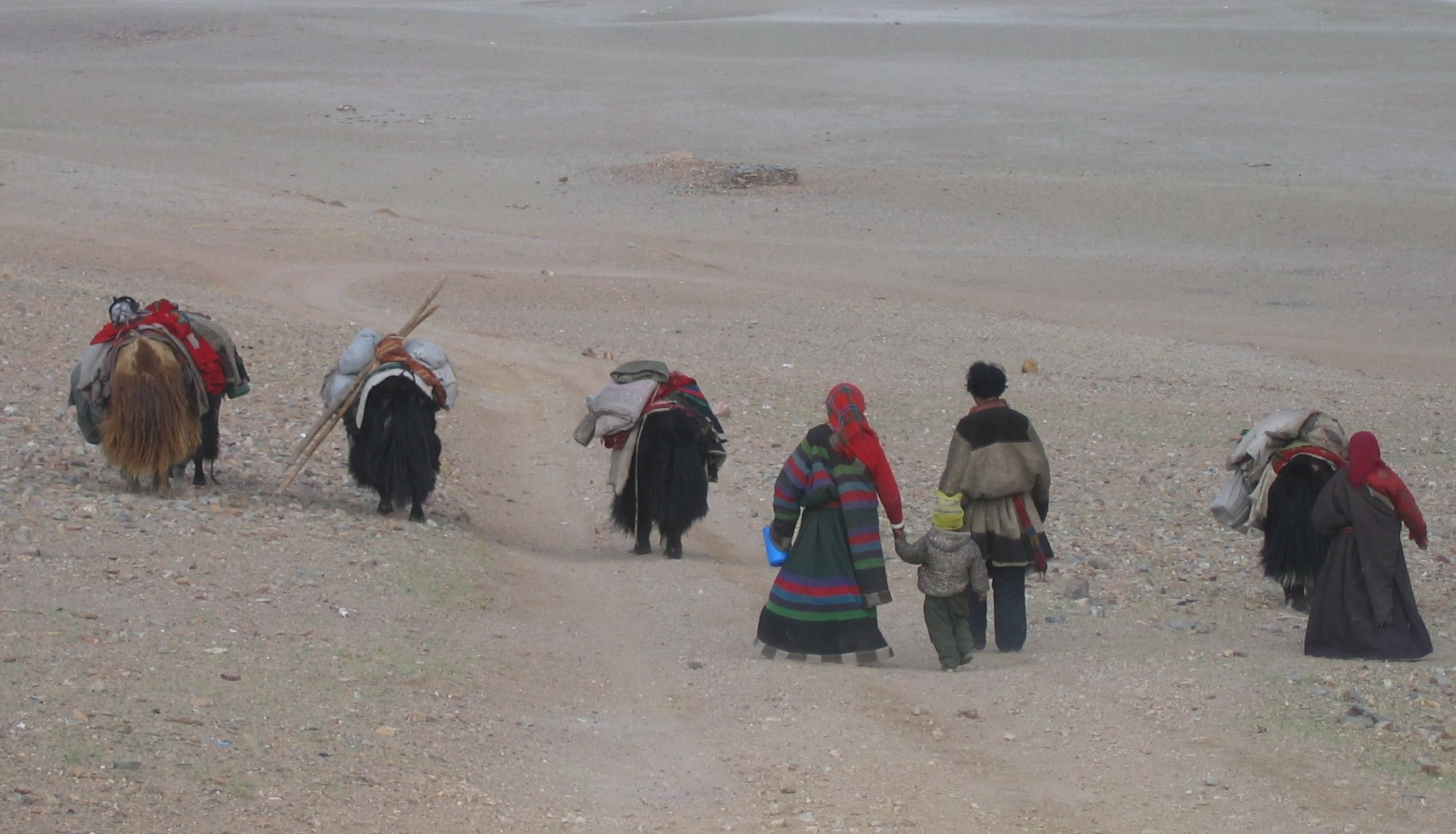
チャンパの遊牧民一家、チベットにて。

チャンパ (Changpa, Champa) は、おもにインド北部ラダックのチャンタンや他のジャンムー・カシミール州内で、半遊牧の生活を送るチベット人。また、少数が中華人民共和国のチベット自治区西部に居住しており、その一部は、チャンタン国家級自然保護区の設定にともなって、移住させられた。1989年当時には、50万人ほどの遊牧民がチャンタン地域で生活していた。

## チベット自治区のチャンパ
チャンパの本拠地は、チベットの北部、西部からラダックの南東部へとつながる一帯を成す、標高の高い高原、チャンタンであり、「チャンパ」とはチベット語で「北方の人々」を意味する。チベットの他の遊牧民たちとは異なり、チャンパは農民たちとの争いから圧力を受けるといったことがほとんどないが、これは彼らが住む地域の大部分が農業には適していないためである。
チベットのチャンパの大部分は、世界で2番目に大きい自然保護区であるチャンタン国家級自然保護区や、これに接続している4つの保護区、合わせて496,000 km2（191,507平方マイル）の自然保護地域に保護されている。この広さはスペインに匹敵し、世界にはこれより小さな国が197カ国ある。自然保護区の設定以降、好ましいことに、絶滅危惧種の個体数は増えている。保護地域は中華人民共和国のチベット自治区、新疆ウイグル自治区、青海省にまたがっている。

## ジャンムー・カシミール州のチャンパ
ラダックのチャンパは高い標高で牧畜を行い、おもにヤクや山羊を育てている。ラダックのチャンパの間では、伝統的な遊牧生活を続けている者を「ファルパ (Phalpa)」といい、ハンレー・バレー地域 (the Hanley Valley) から、ラト (Lato) の村まで遊牧を行なっている。ハンレー (Hanley) は、6ヶ所のそれぞれ独立した集落からなり、「ファンパ (Fangpa)」と称される定住したチャンパが住んでいる。ファルパとファンパは、生活様式の大きな違いにもかかわらず、相互に通婚する。チャンパは、チベット語の方言であるチャングスカート語を話し、チベット仏教を信仰している。
チャンタン高原が国境を越えてインド北部ジャンムー・カシミール州のラダック側に入っている部分は、限られた小さな部分だけである。しかし、この場所は、ラダックとラサの間を旅する旅人たちにとって歴史的に重要な経路であったが、現代ではインド側に入っていることから、様々な異なる特徴を持つようになっている。歴史的には、ラダックのチャンパはチベット領内にまで家畜を連れて遊牧に赴いていたが、チベットが中華人民共和国の一部となって以降、この経路は閉ざされている。
2001年時点では、チャンパは指定部族のひとつとして位置付けられており、インド政府によるアファーマティブ・アクションの計画の対象とされている。

## ドキュメンタリー
ドキュメンタリー『Riding Solo to the Top of the World』が、ゴーラフ・ジャニ (Gaurav Jani) 監督によって制作されている。